# Sigulda kommun
Siguldas novads är en kommun i Lettland. Den ligger i den centrala delen av landet, 50 km öster om huvudstaden Riga. Antalet invånare är 17 579. Arean är 360 kvadratkilometer. Siguldas novads gränsar till Ādaži kommun, Cēsi kommun, Limbaži kommun, Ogre kommun, Saulkrasti kommun och Ropaži kommun.
Siguldas novads delas in i:
- Sigulda
- Allažu pagasts
- Mores pagasts
- Siguldas pagasts

Följande samhällen finns i Siguldas novads:
- Sigulda